# Herman Charles Hoskier

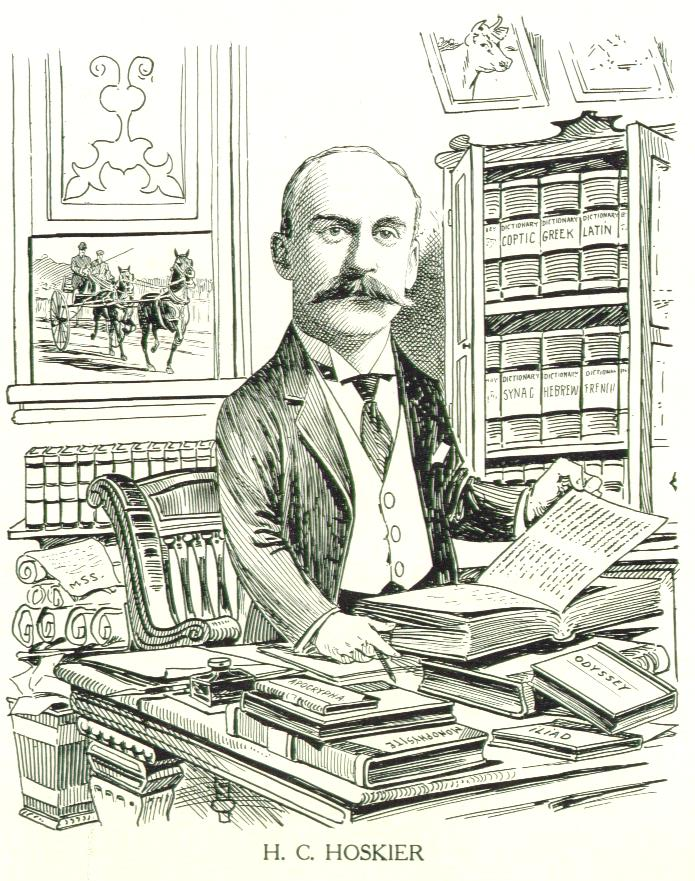

Herman Charles Hoskier (1864–1938) – brytyjski biblista, krytyk tekstu Nowego Testamentu, syn bankiera, Hermana Hoskiera (1832–1904). Zajmował się też historią religii.
Hoskier porównał tekst minuskułu 700 z Textus receptus i wyliczył 2724 różnic.
Badał przekład grecki Nowego Testamentu na dialekt bohairski języka koptyjskiego.
Jako krytyk tekstu wspierał tekst bizantyjski przeciwko aleksandryjskiemu. Porównał tekst Kodeksu Synajskiego z Watykańskim, wskazując na liczne różnice zachodzące pomiędzy najlepszymi świadkami tekstu aleksandryjskiego. Hoskier usiłował wykazać, że tekst Kodeksu Watykańskiego jest bliższy dla przekładów koptyjskich.
Hoskier skolacjonował wszystkie greckie rękopisy Apokalipsy dostępne w roku 1918. Zabrało mu to 30 lat. Rezultat swojej pracy opublikował w 1929 roku (Concerning the Text of the Apocalypse). Hoskier wskazał na podobieństwa tekstualne zachodzące pomiędzy Chester Beatty II a etiopskim przekładem w Listach Pawła.

## Dzieła
- A Full Account and Collation of the Greek Cursive Codex Evangelium 604, London, 1890. (with two facsimiles)
- Concerning the Genesis of the Versions of the New Testament (1910) (2 vols.)
- The golden Latin Gospels in the library of J. Pierpont Morgan (1910).
- Concerning the date of the Bohairic Version (1911)
- Codex B and Its Allies, a study and an indictment, Bernard Quaritch (London 1914). (Volume 1–Volume 2)
- The text of Codex Usserianus 2., or2 (microform) ("Garland of Howth") with critical notes to supplement and correct the collation of the late T. K. Abbott, Bernard Quaritch (London 1919)
- Immortality (The Daniel Company, 1925).
- The Complete Commentary of Oecumenius on the Apocalypse. 1928.
- Concerning the Text of the Apocalypse: Collation of All Existing Available Greek Documents with the Standard Text of Stephen’s Third Edition Together with the Testimony of Versions, Commentaries and Fathers. 2 vols. (London: Bernard Quaritch, Ltd., 1929).
- The Bronze Horses (The Mosher press, 1930).
- What is Nirvana? (The Mosher press, 1930).
- In Tune with the Universe.
- The back of beyond (The Daniel Company, 1934).
- A commentary on the various readings in the text of the epistle to the Hebrews in the Chester-Beatty Papyrus P46 (circa 200 A.D.), Bernard Quaritch, (London 1938)